# Teodozjusz (metropolita moskiewski)
Teodozjusz, nazwisko świeckie: Bywalcew (zm. 15 października 1475 w Siergijew Posadzie) – metropolita moskiewski w latach 1461–1464.
Przed 1453 został przełożonym moskiewskiego Monasteru Czudowskiego z godnością archimandryty. 23 czerwca 1454 został wyświęcony na biskupa rostowskiego przez metropolitę kijowskiego i całej Rusi Jonasza.
W 1455 został wezwany na Moskwy na sąd, gdyż zezwolił w przededniu święta Objawienia Pańskiego spożywać mięso (w przypadku świeckich) lub ser, jajka i ryby (w przypadku mnichów). Wyraził jednak skruchę przed metropolitą Jonaszem, co razem z protekcją wielkiej księżnej sprawiło, że nie został pozbawiony godności. W 1458 lub 1459 zorganizował w Biełoziersku zjazd duchowieństwa swojej eparchii.
Przed swoją śmiercią w 1461 metropolita Jonasz wskazał Teodozjusza jako najodpowiedniejszego kandydata na swojego następcę na katedrze. Wybór ten został 9 maja 1461 zatwierdzony przez sobór biskupów ruskich. Wybór Teodozjusza (podobnie jak w przypadku Jonasza) odbył się bez potwierdzenia ze strony patriarchy Konstantynopola, z tą jednak różnicą, że wielki książę moskiewski nawet się o nią nie ubiegał, a jedynie sam wyraził aprobatę dla decyzji biskupów.
Teodozjusz był pierwszym hierarchą, który posługiwał się tytułem metropolity moskiewskiego i całej Rusi w miejsce metropolity kijowskiego i całej Rusi. Rozłam struktur prawosławnych na Rusi nastąpił w czasach metropolity Jonasza, poprzednika Teodozjusza. Wybór Jonasza został początkowo uznany w Polsce i Wielkim Księstwie Litewskim, co potwierdził w 1451 roku Kazimierz Jagiellończyk. Jednak w 1458 papież w porozumieniu z patriarchą Konstantynopola skierował do Kijowa unitę Grzegorza II w celu ustanowienia alternatywnej matropolii ruskiej. Po przyjeździe Grzegorza w państwach polskim i litewskim przestano respektować zwierzchność Jonasza, co ostatecznie doprowadziło do podziału metropolii kijowskiej na kijowską i moskiewską. Z tego powodu na Litwie i w Polsce Teodojusz nie został uznany za zwierzchnika całej metropolii kijowskiej – zwierzchnikiem struktur prawosławnych na tych ziemiach został unita Grzegorz II.
Teodozjusz podjął działania na rzecz podniesienia poziomu moralnego ruskiego duchowieństwa. Co tydzień spotykał się z duchownymi moskiewskimi, by udzielać im nauk duchowych, nieżonatych duchownych kierował do monasterów. Surowość hierarchy sprawiła, że stracił on popularność wśród kapłanów i świeckich. Zdając sobie z tego sprawę, 13 września 1464 Teodozjusz zrzekł się urzędu i zamieszkał w Monasterze Czudowskim. Spędził w nim kolejne dziesięć lat, prowadząc tryb życia zwykłego mnicha. Pod koniec życia przeniósł się do Ławry Troicko-Siergijewskiej i tam zmarł. Ciało hierarchy przeniesiono do Monasteru Czudowskiego.
Autor listów pasterskich i pouczeń oraz słowa o św. św. Piotrze i Pawle.